# Brüx (Neustadt bei Coburg)
Brüx ist ein Stadtteil der oberfränkischen Stadt Neustadt bei Coburg im Landkreis Coburg.

## Lage
Brüx liegt rund zwölf Kilometer nordwestlich von Coburg auf einer kleinen Hochebene, etwa 110 Meter über dem Tal der Itz im Westen beziehungsweise der Röden im Osten und Süden. Nachbarorte auf der Hochebene sind Rüttmannsdorf, Höhn und Weimersdorf. Die vier Dörfer werden im Coburger Land auch als die Bergdörfer bezeichnet. Eine Gemeindeverbindungsstraße führt nach Höhn.

## Geschichte
Brüx wurde erstmals 1149 in einer Urkunde erwähnt. In dieser bestätigte der Würzburger Bischof Siegfried von Truhendingen, dass dem neugegründeten Kloster Mönchröden das Dorf mit allen Rechten durch Hermann Sterker, Burggraf von Meißen und seinen Bruder, den Grafen Sterker, übergeben wurde. Ein Knüppeldamm über ein Sumpfgebiet im Flurbezirk „Müß“ gab Brüx den Ortsnamen. Der Damm war Teil eines alten Handelsweges, der von Coburg über Rüttmannsdorf, Brüx und Schichtshöhn nach Steinheid und weiter nach Erfurt führte.
Im Jahr 1618, vor dem Dreißigjährigen Krieg, standen zehn wehrfähige Männer im Mannschaftsregister. 1636 lag das Dorf wüst, erholte sich aber innerhalb von etwa zehn Jahren wieder.
Im Mittelalter kirchlich zu Meeder gehörend, wurde Brüx nach dem Einzug der Reformation und der großen Kirchenvisitation ab 1528 vom Kirchensprengel Neustadt betreut. 1906 wurde ein Friedhof an der Straße nach Brüx angelegt und 1910 dort die Bergkirche geweiht. Im Jahr 1912 erfolgte die Umpfarrung der Kirchgemeinde nach Mönchröden.
Die Brüxer Kinder gingen anfangs im etwa fünf Kilometer entfernten Neustadt zur Schule. Ab 1743 hatten die vier Bergdörfer einen Präzeptor, der abwechselnd in einem der Bauernhäuser unterrichtete und dort Kost sowie Logis hatte. Ab 1842 gab es eine Schule im Höhner Forsthaus. Am 13. September 1902 wurde ein neues Schulhaus in Höhn eingeweiht. 1969 wurde die Schule geschlossen und der Unterricht fand zuerst im Schulverband Mönchröden-Einberg statt, seit 1977 in Neustadt.
Im Ersten Weltkrieg verloren fünf Brüxer Soldaten ihr Leben. Tafeln in der Bergkirche erinnern an sie.
Als 1918 mit dem Ende des Ersten Weltkriegs und der Novemberrevolution die Monarchie in Deutschland abgeschafft wurde, galt das auch für das Herzogtum Sachsen-Coburg und Gotha, dem Brüx angehörte. Zunächst wurde der Ort Teil des Freistaates Coburg. Da dieser aber für sich zu klein war, stand eine Entscheidung bezüglich des Anschlusses an Bayern oder an Thüringen an. In einer Volksbefragung am 30. November 1919 stimmten vier Brüxer Bürger für den Beitritt des Freistaates Coburg zum thüringischen Staat und 19 dagegen. Somit gehörte ab dem 1. Juli 1920 auch Brüx zum Freistaat Bayern. Der Neustadter Industrielle und Politiker Max Oscar Arnold hatte sich tatkräftig für diesen Anschluss eingesetzt.
Bei der Reichstagswahl vom 5. März 1933 bekam die NSDAP in Brüx alle 44 abgegebenen Stimmen.
Im Zweiten Weltkrieg verloren acht Brüxer Soldaten ihr Leben. Tafeln in der Bergkirche erinnern an sie.
Am 1. Juli 1968 schlossen sich die vier Orte Brüx, Höhn, Rüttmannsdorf und Weimersdorf zur neuen Gemeinde Bergdorf zusammen, die am 1. Mai 1978 aufgelöst und in die Stadt Neustadt bei Coburg eingegliedert wurde. Seitdem ist Brüx ein Stadtteil von Neustadt.
1948 gab es in Brüx zehn Wohngebäude, 1987 waren es acht mehr.
Die Trinkwasserversorgung erfolgte früher durch Hausbrunnen. Ab 1974 waren die Anwesen an das Trinkwassernetz der Stadtwerke Neustadt angeschlossen. Stromlieferant war ab 1924 das Coburger Überlandwerk. 1997 übernahmen die Stadtwerke Neustadt die Stromversorgung.

## Einwohnerentwicklung
| Jahr | Einwohnerzahl |
| ---- | ------------- |
| 1900 | 67            |
| 1925 | 78            |
| 1933 | 84            |
| 1939 | 69            |
| 1946 | 81            |
| 1950 | 77            |
| 1961 | 84            |
| 1980 | 77            |
| 1987 | 76            |
| 2013 | 74            |
| 2020 | 63            |